# Oeuvre van Terje Rypdal
Terje Rypdal componeert in aanvulling op zijn jazzmuziek ook in een moderne klassieke stijl. Zijn oeuvre daarin bestaat uit zo'n 100 werken (2010). Een deel van deze werken overlappen zijn jazzmuziek, zoals het werk Vossabrygg.

## Oeuvre

### Opus
- opus 1	 :1970:	Eternal circulations voor sopraan, koor en orkest
- opus 2	 :1970:	Strijkkwartet nr. 1
- opus 3	 :1970:	Capriccio voor strijkorkest
- opus 4 b:1973:	Concert voor viol-basso en orkest
- opus 4	 :1971:	Orfeus
- opus 5	 :1973:	Blaaskwintet
- opus 6	 :1973:	Symfonie nr. 1
- opus 7 b:1973:	Oboistens bursdag
- opus 7	 :1973:	Tumulter
- opus 8	 :1974:	Whenever I seem so far away
- opus 9	 :1973:	Kristallen
- opus 10 :1976:	Vrede (opera)
- opus 11 :1978:	Symfonie nr. 2 "The new era"
- opus 12 :1977:	Hoornconcert
- opus 13 :1978:	Julemusikk voor strijkinstrumenten
- opus 14 :1979:	Concert voor elektrische gitaar, orkest en koor
- opus 14 :1980:	Pianoconcert
- opus 15 :1979:	In de herfst
- opus 15b:1980/1993: Strijkkwartet nr. 2
- opus 16 :1980:	Shadows
- opus 17 :1980:	Klaviermuziek voor vleugel
- opus 18 :1980:	Hulter til bulter
- opus 19 :1980:	Modulation
- opus 20 :1981:	Spegling
- opus 21 :1981:	Symfonie nr. 3
- opus 22 :1981:	ABC; Adventure, Bed time story, celebration
- opus 23 :1981:	Undisonus
- opus 24 :1982:	Slaget på Stiklestad
- opus 25 :1982:	Labyrinth voor orkest (ook versie voor toetsen en solist)
- opus 26 :1982:	Vildlanden naar Henrik Ibsen
- opus 27 :1982:	Telegram voor kamerorkest
- opus 28 :1983:	10 x 10 voor improviseerders
- opus 29 :1983:	Ineo
- opus 30 :1984:	Imagi
- opus 31 :1984:	Vardoger
- opus 32 :1984:	Metamorphosis
- opus 33 :1984:	Vidare
- opus 34 :1984:	Patina voor cello en orkest
- opus 35 :1986:	Symfonie nr. 4
- opus 36 :1986:	Bulder og brak
- opus 37 :1986:	Crooner songs
- opus 38 :1986:	Troll
- opus 39 :1987:	Lirum larum
- opus 40 :1987:	Det blå folket
- opus 41 :1987:	Passion
- opus 42 :1988:	The illuminator
- opus 43 :1988:	Drommespin
- opus 44 :1988:	Gilde
- opus 45 :1989:	Over fjorden
- opus 46 :1989:	The Vanguardian
- opus 47 :1989:	Sesam
- opus 48 :1990:	Big Bang I
- opus 49 :1990:	Soleis voor panfluit en orkest
- opus 50 :1992-1994: Symfonie nr. 5
- opus 51 :1990:	Inntil vidare
- opus 52 :1992:	Détente
- opus 52 :1991:	QED
- opus 53 :1991:	Hip som happ
- opus 54 :1991:	Deja-vu
- opus 55 :1991:	Largo voor elektrische gitaar, strijkers en percussie
- opus 56 :onbekend
- opus 57 :1992:	Fire
- opus 58 :1992-1996: Dubbelconcert voor twee elektrische gitaren en orkest
- opus 59 :1992:	Big Bang II
- opus 60 :1993:	Some time ago but not yet
- opus 61 :1993:	Jubili
- opus 62 :1994:	If mountains could sing
- opus 63 :1994:	Arie
- opus 64 :1995:	Zoom
- opus 65 :1995:	Sinfonietta
- opus 66 :1996:	Jubileumstone
- opus 67 :1996:	That's the beauty of it
- opus 68 :1997:	Voices of the wind
- opus 69 :1997:	Wind concerto for guitar, bassguitar, percussion, sculpture and wind orchestra
- opus 70 :1997-1999: Symfonie nr. 6
- opus 71 :1998:	El canzoniere
- opus 72 :1998:	Knock the laughterdoor on the wide wall
- opus 73 :1998:	Sonate voor viool en toetsinstrument
- opus 74 : onbekend
- opus 75 :2000:	Lux Aeterna
- opus 76 :2000:	Nimbus
- opus 77 :1995:	Trollspeilet
- opus 78 :2000:	Prisma I
- opus 79 :2001:	Melodic warrior
- opus 80 : onbekend
- opus 81 : onbekend
- opus 82 :2004:	Tåkelursonaten
- opus 83 : onbekend
- opus 84 :2004:	Vossabrygg
- opus 85 : onbekend
- opus 86 :2003:	Vioolconcert
- opus 87 : onbekend
- opus 88 : onbekend
- opus 89 :2006:	Fata morgana voor cello
- opus 90 :2006:	Ancestors of the sun
- opus 91 :2008:	Thunder of souls
- opus 92 :2008:	Solar force
- opus 93 :2009:	Mesmerized
- opus 94 :2008:	Horizon
- opus 95 :2009:	Crime Scene
- opus 96 :2009:	Crimson clouds
- opus 97 :2009:	And the sky was coloured with waterfalls and angels
- opus 98 :2010:	Havet
- opus 99 :

### Zonder opusnummer
- 1971:	From a high level
- 1972:	Tensions
- 1974:	Sena gravitas
- 1975:	Kjaere Maren
- 1976:	Unfinished highballs
- 1978:	Undervannsfilm
- 1981:	Gruvestreiken
- 1982:	Concert - ECM
- 1982:	Enigma voor blaaskwintet
- 1985:	The curse
- 1988:	Arktik
- 1991:	Adagio voor Mozart
- 1997:	But the melody lingers on….and on….
- 1999:	Two of a kind
- 2005:	Outer space - The evidence
- ????:	Syngespillet om Svartedauen

## Bron
- MIC.NO Noorse muziekcentrale